# Oreogrammitis mollis
Oreogrammitis mollis är en stensöteväxtart som beskrevs av Barbara S. Parris. Oreogrammitis mollis ingår i släktet Oreogrammitis och familjen Polypodiaceae. Inga underarter finns listade.